# Les Loges-sur-Brécey
Les Loges-sur-Brécey ist eine Gemeinde im französischen Département Manche in der Normandie. Sie gehört zum Arrondissement Avranches und zum Kanton Isigny-le-Buat. 

## Geographie
Die Gemeinde grenzt im Norden an Saint-Martin-le-Bouillant, im Osten an Saint-Laurent-de-Cuves, im Süden an Brécey, im Südwesten an Notre-Dame-de-Livoye und im Westen an Saint-Nicolas-des-Bois. An der westlichen Gemeindegrenze verläuft das Flüsschen Bieu.

## Bevölkerungsentwicklung
| Jahr      | 1962 | 1968 | 1975 | 1982 | 1990 | 1999 | 2008 | 2018 |
| --------- | ---- | ---- | ---- | ---- | ---- | ---- | ---- | ---- |
| Einwohner | 266  | 243  | 190  | 168  | 133  | 147  | 148  | 128  |

## Sehenswürdigkeiten

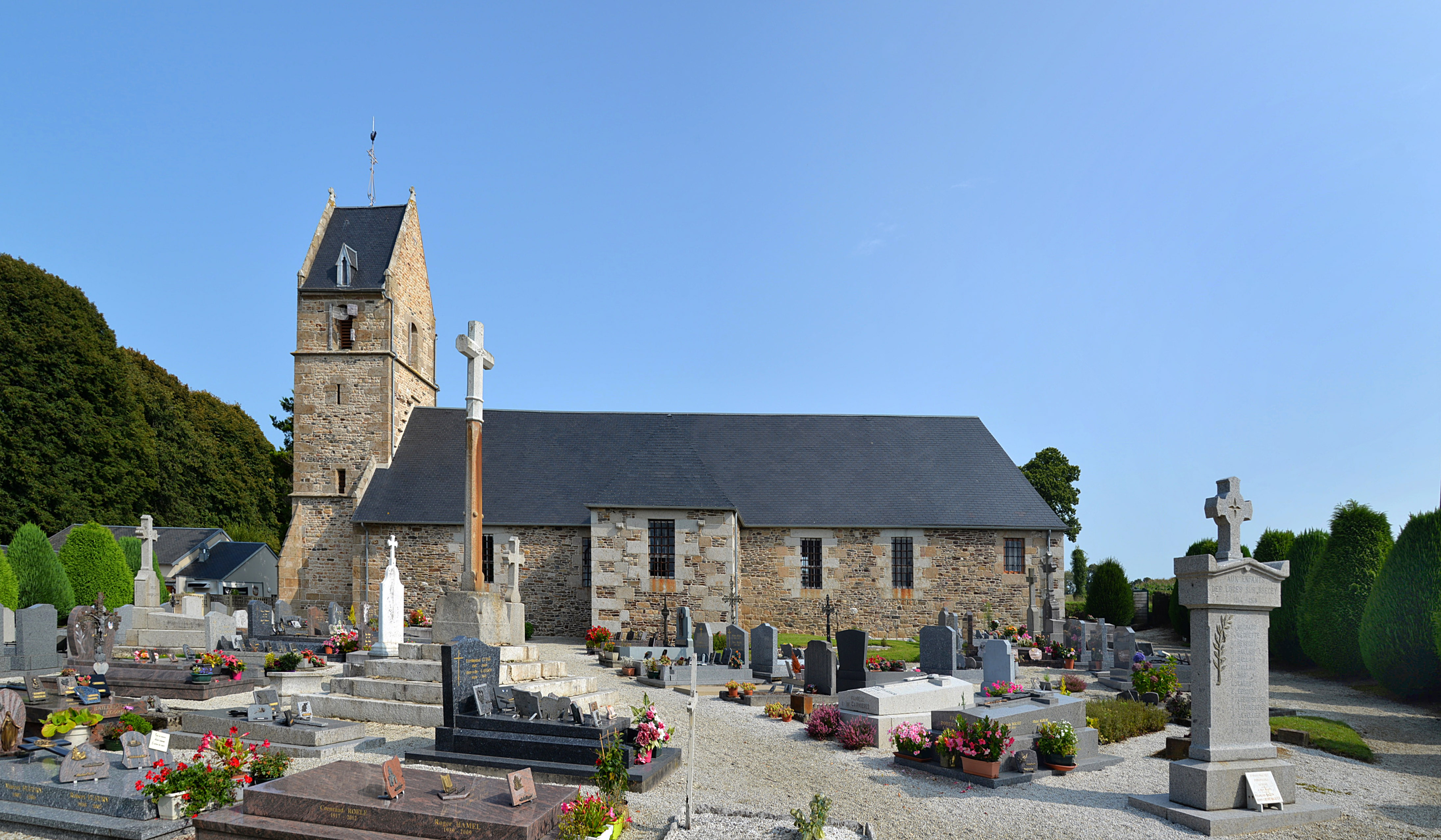
Kirche Saint-Pierre und Kriegerdenkmal

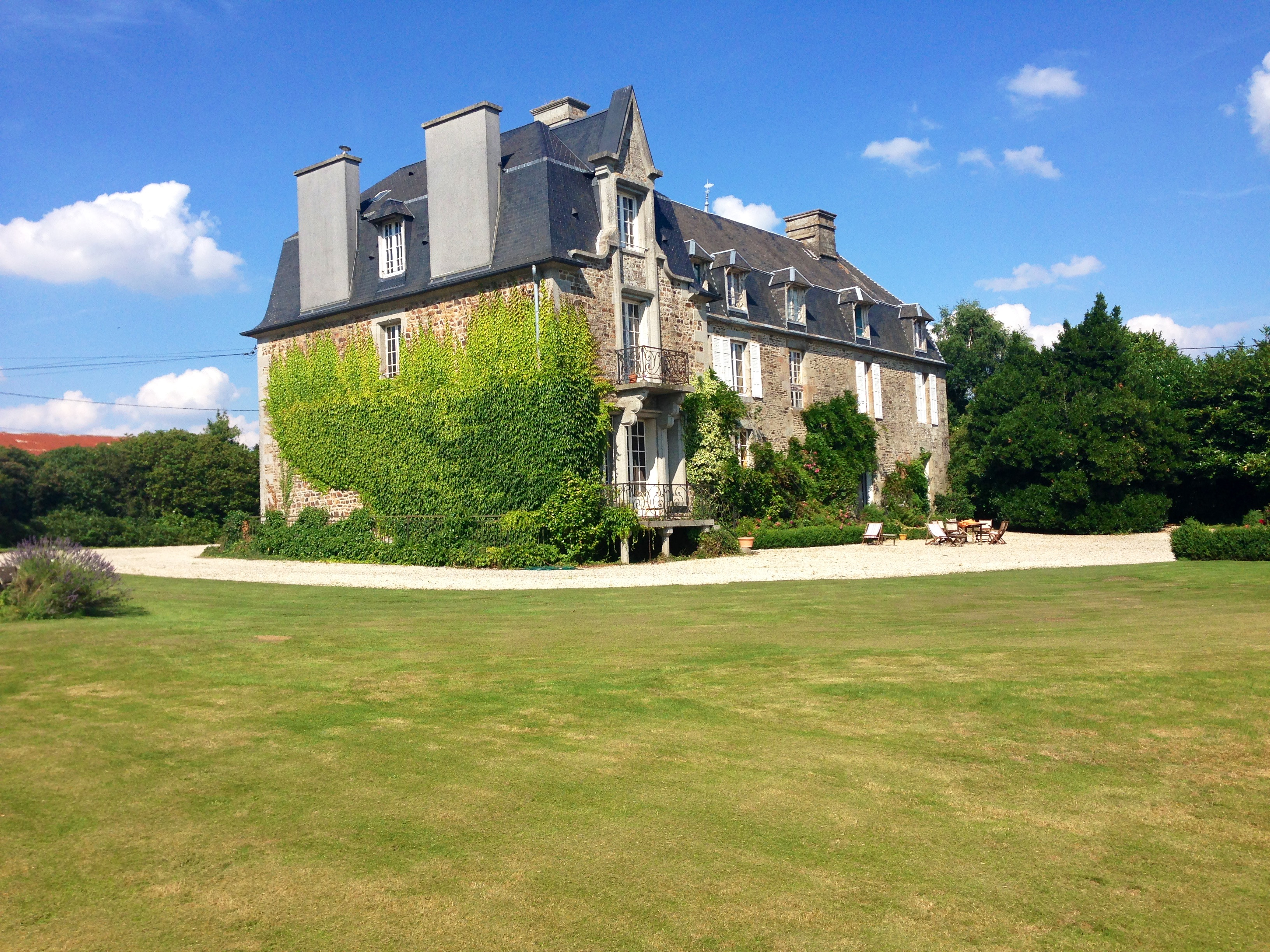
Schloss Boulais

- Kirche Saint-Pierre
- Kriegerdenkmal
- Schloss Boulais